# DNASE1L1
DNASE1L1 (англ. Deoxyribonuclease 1 like 1) – білок, який кодується однойменним геном, розташованим у людей на X-хромосомі. Довжина поліпептидного ланцюга білка становить 302 амінокислот, а молекулярна маса — 33 893.
| 10         |  | 20         |  | 30         |  | 40         |  | 50         |
| ---------- |  | ---------- |  | ---------- |  | ---------- |  | ---------- |
| MHYPTALLFL |  | ILANGAQAFR |  | ICAFNAQRLT |  | LAKVAREQVM |  | DTLVRILARC |
| DIMVLQEVVD |  | SSGSAIPLLL |  | RELNRFDGSG |  | PYSTLSSPQL |  | GRSTYMETYV |
| YFYRSHKTQV |  | LSSYVYNDED |  | DVFAREPFVA |  | QFSLPSNVLP |  | SLVLVPLHTT |
| PKAVEKELNA |  | LYDVFLEVSQ |  | HWQSKDVILL |  | GDFNADCASL |  | TKKRLDKLEL |
| RTEPGFHWVI |  | ADGEDTTVRA |  | STHCTYDRVV |  | LHGERCRSLL |  | HTAAAFDFPT |
| SFQLTEEEAL |  | NISDHYPVEV |  | ELKLSQAHSV |  | QPLSLTVLLL |  | LSLLSPQLCP |
| AA         |  |            |  |            |  |            |  |            |

A: Аланін

C: Цистеїн

D: Аспарагінова кислота

E: Глутамінова кислота

F: Фенілаланін

G: Гліцин

H: Гістидин

I: Ізолейцин

K: Лізин

L: Лейцин

M: Метіонін

N: Аспарагін

P: Пролін

Q: Глутамін

R: Аргінін

S: Серин

T: Треонін

V: Валін

W: Триптофан

Кодований геном білок за функціями належить до гідролаз, нуклеаз, ендонуклеаз. 
Локалізований у ендоплазматичному ретикулумі.